# Enric Valor i Vives
Enric Valor i Vives (Castalla, 22 d'agost de 1911 - València, 13 de gener de 2000) fou un narrador i gramàtic valencià. Va fer un dels més importants treballs de recol·lecció i recuperació de la lexicografia valenciana i fou un dels principals promotors de l'estandardització i normativització del valencià.

## Biografia

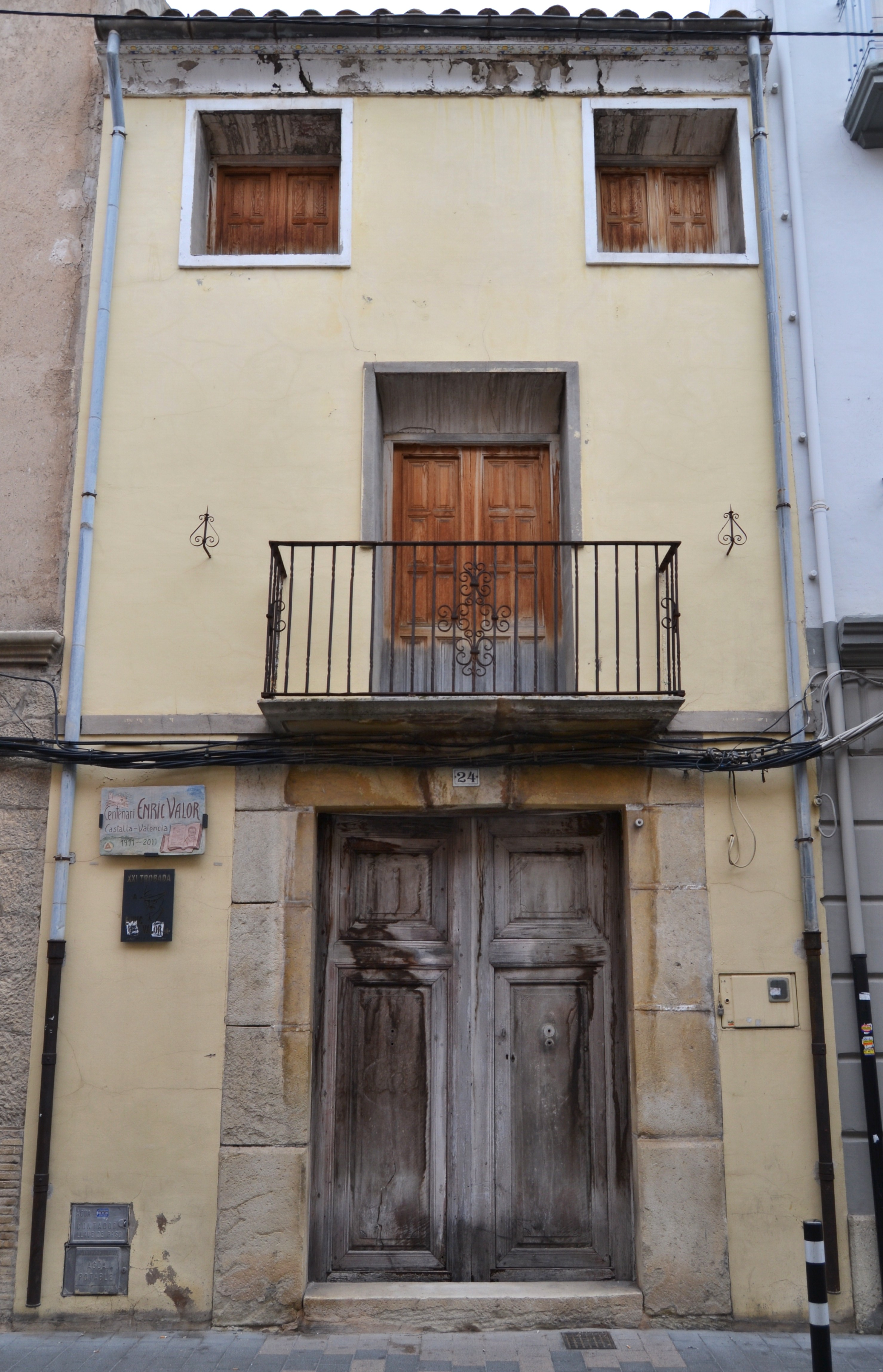
Casa on va nàixer Enric Valor, al carrer Major de Castalla.

Enric Valor nasqué al si d'una família benestant rural de Castalla (l'Alcoià). Va estudiar per a mestre mercantil a l'Escola de Comerç d'Alacant i després es dedicà a la indústria del calcer, primer a Castalla i després a Mallorca, on va impulsar la Secció Jurídica de la Unió Nacional de Fabricants de Sabates.
És a Alacant on Enric Valor comença la seua tasca com a periodista i escriptor. L'any 1930, als dinou anys, entrà en la redacció d'El Tio Cuc, un periòdic satíric d'ideologia republicana. Inicialment aquest periòdic escrivia en un valencià prou dialectal, amb una ortografia castellanitzada. Valor va publicar un curs d'ortografia, seguint les normes fabrianes, la qual cosa va convertir El Tio Cuc, a poc a poc, a la normativa actual.
Proclamada la República, i dins de l'eufòria republicana, desenvolupà també la seua faceta com a activista polític. Publicà articles de caràcter valencianista al diari El Luchador d'Alacant. El 1933 va fundar l'Agrupació Regionalista Alacantina, que tenia per objectiu la unificació i l'assoliment de l'autonomia valenciana. Dins d'aquesta agrupació va fer un programa de ràdio a Alacant, on el mateix Valor parlava de nacionalisme i de l'Estatut del País Valencià, estatut que la guerra va truncar. També col·laborà en la premsa nacionalista valenciana a València, com ara a La República de les Lletres, El Camí o El País Valencià.
Arriba a la ciutat de València poc abans de la Guerra Civil i, encetada aquesta, es va concentrar a defendre la República. Després de la guerra, hagué de restringir la seua activitat política i es concentrà a l'obra literària. Al principi dels anys cinquanta, començà amb l'obra rondallística, que després resultaria en les Rondalles valencianes (1950-1958). Al llarg de la dècada dels seixanta, encara sota l'ombra de la censura del franquisme, va tornar a l'obra lingüística. En aquests anys començà a contactar en la clandestinitat amb els nacionalistes valencians més rellevants que havien sobreviscut la guerra, participant en nombroses tertúlies i posant les bases de la recuperació dels anys posteriors.
Davant la tasca que estava duent a terme, el règim de Franco empresonà Valor per motius polítics del 1966 al 1968. Només eixir de la presó i, en les seues paraules «sense haver aprés la lliçó», s'involucrà en la fundació de la primera revista en valencià després de la guerra. Així, va ajudar a fundar la revista Gorg, que va durar només tres anys pels entrebancs censors de la dictadura. Pocs anys després tornaria amb Els Quaderns Gorg, on escrivia articles de caràcter nacionalista, articles que també publicava en paral·lel, juntament amb lliçons de gramàtica, a diaris d'Alacant i València.
Després de la mort de Franco, Enric Valor pogué difondre lliurement les seues idees i obra literària. Al llarg dels anys huitanta i noranta, va formar part entre altres de l'Institut de Filologia Valenciana, de la Secció Filològica de l'Institut d'Estudis Catalans, de l'Institut Interuniversitari de Filologia Valenciana i de l'Associació d'Escriptors en Llengua Catalana. D'altra banda, començà a rebre nombrosos homenatges, distincions d'agraïment i premis literaris i lingüístics, com ara el Premi de les Lletres Valencianes de l'Ajuntament de València (1985), el Premi d'Honor de les Lletres Catalanes (1987) o la Creu de Sant Jordi (1993).
Al llarg dels anys noranta va ser investit doctor honoris causa per diverses universitats: la Universitat de València (1993), la Universitat de les Illes Balears (1998), la Universitat Jaume I de Castelló de la Plana (1999), la Universitat d'Alacant (1999) i la Universitat Politècnica de València (1999). Així mateix, el 1999 es va promoure la seua nominació per al premi Nobel de literatura, impulsada per diverses entitats públiques i privades, tot i que finalment no va fructificar.
Enric Valor va morir a la ciutat de València el 13 de gener de 2000 als 88 anys.

## Homenatges

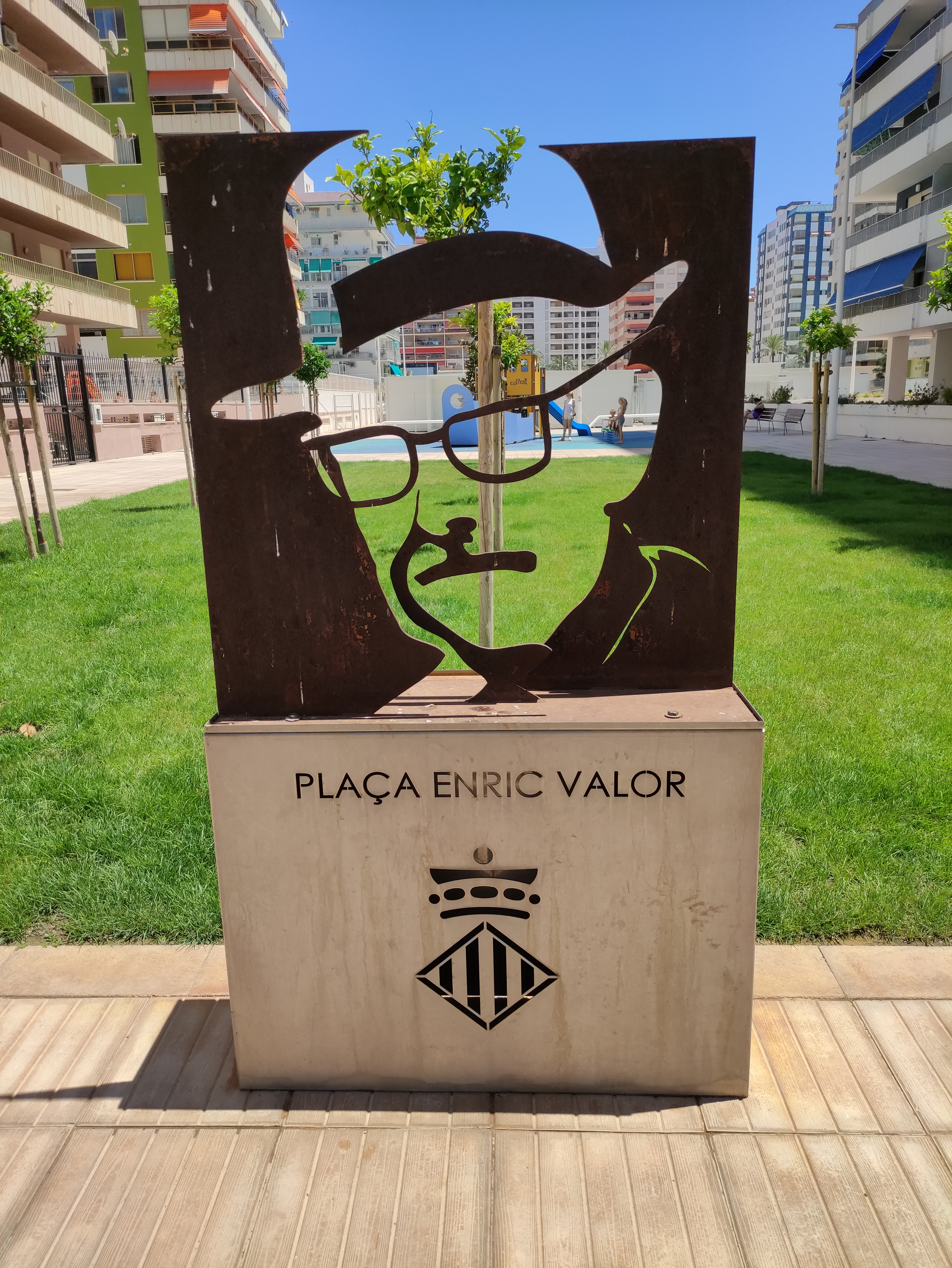
Escultura en honor a l'escriptor castellut a la Plaça Enric Valor de Cullera (Ribera Baixa)

Actualment diversos carrers, places, escoles i premis literaris del valencianes porten el seu nom.
Des de 2011, cada 22 d'agost, en ocasió de la data del seu naixement, s'organitza un ascens d'homenatge a l'Alt de Guisop, cim de 1.250 m situat a la serra de Castalla, per celebrar l'eixida del sol. Iniciaren aquesta activitat les organitzacions del Centre Cultural Castellut, de Castalla (l'Alcoià), i l'Ateneu Cultural Republicà, de Petrer (el Vinalopó Mitjà), i temps després ho feren El Tempir d'Elx (el Baix Vinalopó) i El Teix d'Ibi (l'Alcoià). A partir de la uitena edició s'hi sumaren d'altres com La Cívica d'Alacant (l'Alacantí), la Coordinadora pel Valencià de l'Alcoià-Comtat, Terres del Vinalopó i Gent de Valor, així com més endavant, la Càtedra Enric Valor de la Universitat d'Alacant, la Colla de dolçainers i tabaleters El Terròs de Petrer i el Centre Muntanyenc de Mutxamel (l'Alacantí).
L'elecció del cim respon a l'adaptació literària que en feu amb el nom d'Alt dels Eriçons, present a la novel·la Temps de batuda, a partir de la qual descriví la terra que estimava i freqüentava. Una de les frases descriptives de l'autor fou «la mar es veia com una franja blava i remota que s'omplia d'or fos i de plata bellugadissa per davall del punt on s'aixecava el sol». L'homenatge anual té per objectiu reivindicar i recolzar totes aquelles iniciatives vinculades a la figura i la cultura de l'escriptor, com ara la creació de la Fundació Enric Valor; l'increment de la presència de les seues obres en produccions audiovisuals en català, especialment de la Corporació Valenciana de Mitjans de Comunicació; la recuperació de la Casa Valor, com a espai de memòria, estudi, foment i projecció cultural de Castalla; la conversió de les partides de Planisses i de Catí, amb els seus respectius masos, en indrets mediambientals i culturals de titularitat pública; la denúncia del marc legal i jurídic que obstaculitza la normalització social i administrativa de la llengua; i la implantació d'un sistema educatiu valencià de qualitat.

## Obra lingüística

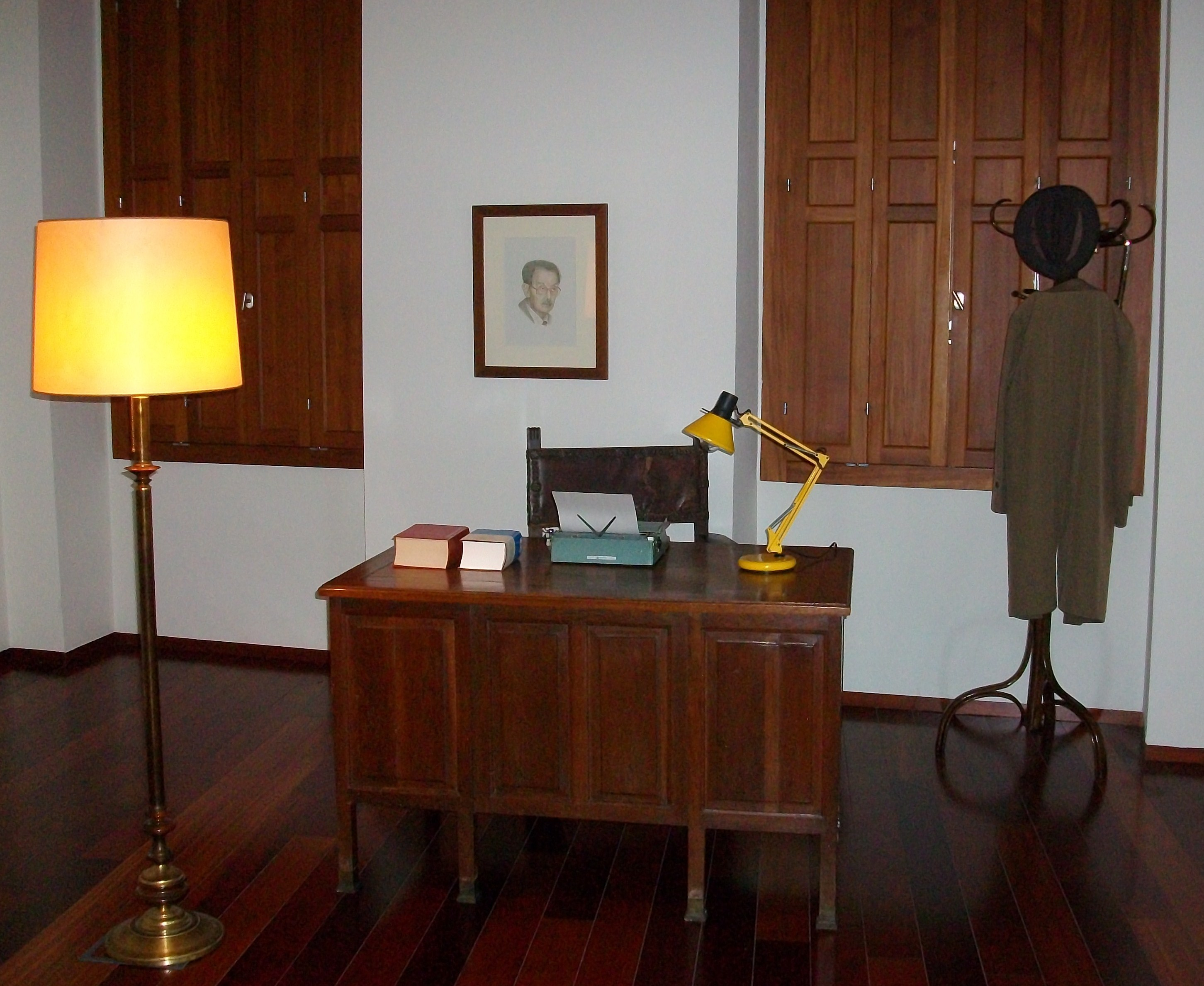
Escriptori d'Enric Valor en una exposició sobre l'autor

Dins de la seua obra lingüística hem de començar pel seu impuls en l'ús de les normes fabrianes al setmanari El Tio Cuc d'Alacant. Va ser col·laborador en la realització del Diccionari català-valencià-balear, dirigit per Francesc de Borja Moll, subministrant lèxic del valencià meridional.
Amb Carles Salvador i Sanchis i Guarner, va ser un dels grans propulsors de la normativització del català al País Valencià, difonent la gramàtica de Pompeu Fabra amb obres com Curso de lengua valenciana (Gorg, 1961), Millorem el llenguatge (1971) i Curso medio de gramática catalana referida especialmente al País Valenciano (1973), que es pogué publicar en valencià l'any 1977 (Tres i Quatre). El 1983 publicà La flexió verbal (Tres i Quatre), posant ordre en la conjugació verbal del País Valencià i que és encara un referent per a la normativa actual dels verbs valencians.
Al 1973 formà part de la Comissió Interdiocesana Valentina per a la redacció de textos litúrgics en valencià, que estava dirigida pel pare Pere Riutort juntament amb altres intel·lectuals com Josep Gea Escolano, Josep Alminyana i Vallés, Josep Amengual i Batle, Francesc de Borja Moll, Beatriu Civera, Joan Josep Senent Anaya, Manuel Sanchis Guarner, Xavier Casp, Vicent Sorribes Gramatge o Francesc Ferrer Pastor. La comissió, impulsada per l'arquebisbat de València, va culminar en la publicació a finals del 1975 del Llibre del Poble de Déu, una recopilació de textos litúrgics en valencià.
A banda de totes aquestes obres de lingüística, cal destacar la gran riquesa lexicogràfica de la seua obra literària, en particular les seues rondalles, que arrepleguen el vocabulari i les llegendes de moltes comarques valencianes.

## Obra literària
La seua obra més coneguda són les Rondalles valencianes (1950-1958), on recopila i dona caràcter literari a 36 rondalles populars valencianes. Altres obres d'estil similar són les Narracions de la Foia de Castalla (1953) i Meravelles i picardies (1964-1970).
La seua primera novel·la (que va iniciar entre els anys 1940 i 1950, però que es va reelaborar fins a la seua publicació el 1960) és L'ambició d'Aleix. Potser la seua obra novel·lística més important és el Cicle de Cassana, que consta de tres novel·les: Sense la terra promesa (1980), Temps de batuda (1983) i Enllà de l'horitzó (1991). Aquesta trilogia, el Cicle de Cassana, representa una recuperació de la memòria col·lectiva del 1916 al 1939. El 1982 publicà La idea de l'emigrant.

## Obres

### Narracions i contes
- L'experiment de Strolowickz. València: El Camí, 1931.
- Narracions de la Foia de Castalla. Barcelona: Barcino, 1953.
- Narracions intranscendents. València: Fernando Torres, 1982.
- Narracions perennes. València: Gregal, 1988.
- L'esclafamuntanyes. València: Tàndem, 1995.
- Un fonamentalista del Vinalopó i altres contarelles. València: Tàndem, 2002.

### Rondalles

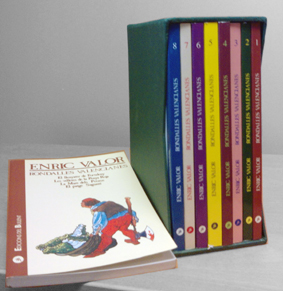
Rondalles Valencianes d'Enric Valor

- Rondalles valencianes, vol. I. València: Torre, 1950.
- Rondalles gironines i valencianes Barcelona: Ariel, 1951.
- Rondalles valencianes, vol. II. València: Torre, 1951.
- Rondalles valencianes, vol. III. València: Torre, 1958.
- Meravelles i picardies, vol. I. València: L'Estel, 1964.
- Meravelles i picardies, vol. II. València: L'Estel, 1970.
- Obra literària completa, vol. I. València: Gorg, 1975.
- Obra literària completa, vol. II. València: Gorg, 1976.
- Rondalles valencianes, 8 vol. València: Edicions de la Federació d'Entitats Culturals-Edicions del Bullent, 1984-1988.
- Rondalles valencianes, 8 vol. València: Tàndem, 1992-1993 (adaptació per a infants de Rosa Serrano).
- Història d'un mig pollastre València: Edicions del Bullent, 2007 (àlbum il·lustrat per Anna Seguí).
- La rabosa i el corb València: Edicions del Bullent, 2007 (àlbum il·lustrat per Dani Cruz).
- Comencilda, Secundina i Acabilda València: Edicions del Bullent, 2007 (àlbum il·lustrat per Anna Seguí).
- La mare dels peixos València: Edicions del Bullent, 2007 (àlbum il·lustrat per Dani Cruz).
- L'albarder de Cocentaina, València: Edicions del Bullent, 2015 (il·lustrat per Esperança Martínez i adaptada per a infants per Jordi Raül Verdú).[11]
- Història d'un mig pollastre, València: Edicions del Bullent, 2015 (il·lustrat per Esperança Martínez i adaptada per a infants per Jordi Raül Verdú).[12]
- El príncep desmemoriat, València: Edicions del Bullent, 2015 (il·lustrat per Esperança Martínez i adaptada per a infants per Jordi Raül Verdú).[13]
- I queixalets, també! / El dimoni fumador , València: Edicions del Bullent, 2015 (il·lustrat per Esperança Martínez i adaptada per a infants per Jordi Raül Verdú).[14]

### Novel·les
- L'ambició d'Aleix. València: Tàndem, 1998 (1a ed. València: Successor de Vives Mora, 1960).
- Sense la terra promesa. València: Tàndem, 1993. (1a ed., València: Prometeo, 1980).
- La idea de l'emigrant. València: Tàndem, 1983 (1a ed., València: Fernando Torres, 1982).
- Temps de batuda. València: Tàndem, 1993 (1a ed., València: Fernando Torres, 1983).
- La ambición de Aleix. Barcelona: Plaza & Janés, 1987.
- Enllà de l'horitzó. València: Tàndem, 1993 (1a ed. 1991).

### Gramàtica i lexicografia
- Curso de lengua valenciana. València: Gorg, 1966.
- Millorem el llenguatge. València: Tres i Quatre, 1999 (1a ed., 2 vol., València: Gorg, 1971).
- Curso medio de gramática catalana referida especialmente al País Valenciano València: Gorg, 1973.
- Curs mitjà de gramàtica catalana, referida especialment al País Valencià València: Tres i Quatre, 1997 (1a ed. 1977).
- La flexió verbal. València: Tres i Quatre, 1992 (1a ed. 1983).
- Temes de correcció lingüística. València: Tres i Quatre, 1984 (1a ed. 1983).
- Vocabulari fonamental. Barcelona: Plaza & Janés, 1988.
- Vocabulari escolar de la llengua. València: Carena, 1989.
- Expressions peculiars de la llengua: locucions i frases fetes, en col·laboració amb Rosa Serrano. València: Tàndem, 1993.

### Altres
- Paraula de la terra. Escrits seleccionats. València: Universitat de València, 1998.

## Premis i guardons
- Premi Enric Valor de narrativa juvenil, 1978.
- Premi Sanchis Guarner, de la Diputació Provincial de València, 1983.
- Premi de les Lletres Valencianes de l'Ajuntament de València, 1985.
- Membre de la Secció Filològica de l'Institut d'Estudis Catalans des de 1986.
- Premi d'Honor de les Lletres Catalanes, Òmnium Cultural, 1987.
- Membre del Consell Assessor de l'Institut Interuniversitari de Filologia Valenciana (1987).
- Doctor honoris causa per la Universitat de València, 1993.
- Creu de Sant Jordi de la Generalitat de Catalunya, 1993.
- Miquelet d'Honor de la Societat Coral El Micalet, València, 1996.
- Premi Cavanilles de l'Institut Valencià d'Excursionisme i Natura, 1997.
- Doctor honoris causa per la Universitat de les Illes Balears, 1998.
- Doctor honoris causa per la Universitat Jaume I, 1999.
- Doctor honoris causa per la Universitat d'Alacant, 1999.
- Doctor honoris causa per la Universitat Politècnica de València, 1999.[15]
- Alta Distinció de la Generalitat Valenciana, 2022.[16]